# Couratari riparia
Couratari riparia là một loài thực vật có hoa trong họ Lecythidaceae. Loài này được Sandwith mô tả khoa học đầu tiên năm 1955.